# Diplusodon nitidus
Diplusodon nitidus är en fackelblomsväxtart som beskrevs av Dc.. Diplusodon nitidus ingår i släktet Diplusodon och familjen fackelblomsväxter. Inga underarter finns listade i Catalogue of Life.